# Gaviota (ciruela)
Gaviota Plum es una variedad cultivar de ciruelo (Prunus salicina), de las denominadas ciruelas japonesas (aunque las ciruelas japonesas en realidad se originaron en China, fueron llevadas a los EE. UU. a través de Japón en el siglo XIX).
Una variedad que crio y desarrolló a finales del siglo XIX Luther Burbank en Santa Rosa (California), siendo un híbrido del cruce de Prunus salicina x Prunus americana (probablemente contiene mezclas de otras especies además de las mencionadas anteriormente). 
Fruta de tamaño muy grande, siendo el color de su piel rojo oscuro sobre fondo amarillo, y su pulpa de color amarillo ámbar, con textura firme, dulce, y sabor aromático, clásico de japonesa. Tolera las zonas de rusticidad según el departamento USDA, de nivel 4 a 10.

## Sinonimia
- "Gaviota Plum",
- "Gaviota Burbank Plum".[6]

## Historia
'Gaviota' variedad de ciruela, de las denominadas ciruelas japonesas con base de Prunus salicina, que fue desarrollada y cultivada por primera vez en el jardín del famoso horticultor Luther Burbank en Santa Rosa (California) mediante una hibridación de la flor de Prunus salicina como parental madre con polen de Prunus americana como parental padre (probablemente contiene mezclas de otras especies además de las mencionadas anteriormente). Burbank realizaba investigaciones en su jardín personal y era considerado un artista del fitomejoramiento, que intentaba muchos cruces diferentes pero registraba poca información sobre cada experimento.
Las ciruelas 'Gaviota' se desarrollaron a finales del siglo XIX en Santa Rosa, una ciudad en el condado de Sonoma en el norte de California. Fueron introducidas en los circuitos comerciales en 1900, siendo particularmente notable por su importancia para la industria del transporte de frutas de California.
'Gaviota' está descrita: 1. Fancher Creek Nur. Cat. 1907. 2. Fancher Creek Nur. Cat., Burbank's Late Introductions, fig. 1909.  Rice Seed 1.

## Características
'Gaviota' árbol medio y vigoroso, siendo su fuerte crecimiento erguido una característica notable de la variedad, extendido, bastante productivo. Flor blanca, parcialmente autocompatible en su polinización, buenos polinizadores son 'Golden Japan', 'Friar', 'Santa Rosa' y 'Laroda', está considerada buena polinizadora para otras variedades, y puede tener una floración tardía según las condiciones climáticas, que tiene un tiempo de floración que comienza a partir del 18 de abril con el 10% de floración, para el 21 de abril tiene una floración completa (80%), y para el 8 de mayo tiene un 90% de caída de pétalos.
'Gaviota' tiene una talla de fruto de muy grande, de forma cordada (en corazón) ovalada, con una gran protuberancia en el ápice, siendo la sutura poco profunda, medio de la cavidad; epidermis con abundante pruina violácea, sin pubescencia, siendo el color de la piel rojo oscuro sobre fondo amarillo; Pedúnculo corto o medio, fino, insertado en una cavidad peduncular de anchura media, muy profunda, muy rebajada en la sutura y más suavemente en el lado opuesto;pulpa de color amarillo ámbar, con textura firme, dulce, y sabor aromático, clásico de japonesa.
Hueso extremadamente pequeño.
Su tiempo de recogida de cosecha se inicia a mediados de temporada.

## Usos
La fruta no solo es grande con pulpa jugosa, pegajosa y dulce, sino que también es perfecta para enlatar, comer fresca del árbol a la mesa, y si se desea cocinar con ellas, son excelentes para tartas y pasteles.